# KHD A6M 220 R Bauart B
Die Typenreihe KHD A6M 220 R Bauart B war eine zweiachsige Diesellokomotive mit Stangenantrieb, die für den Rangierdienst konzipiert wurde. Sie wurde in mindestens zwei Exemplaren bei Klöckner-Humboldt-Deutz (KHD) hergestellt. Diese sind bei den Verdener Eisenbahnfreunden und der Museums-Eisenbahn Minden vorhanden.

## Entwicklung
Die Entwicklung der Diesellokomotiven für die Wehrmacht geht auf die Mitte der 1930er Jahre zurück. Von den kleinen zweiachsigen Lokomotiven sind die genauen Stückzahlen der gefertigten Lokomotiven nicht bekannt. Ab 1936 wurde bei KHD eine KHD A6M 220 R gefertigt. Zwei Lokomotiven wurden mit der Achsfolge B gebaut, sechs weitere wurden mit der Achsfolge C gefertigt.

## Technik
Die Lokomotiven besitzen einen Maschinenvorbau und ein dahinter befindliches Führerhaus. Die Kraftübertragung erfolgt durch Stangenantrieb, wobei die Blindwelle als Getriebeabgangswelle zwischen den Antriebsrädern gelagert ist. Die Lokomotiven besitzen eine Treibstange zur ersten Achse und eine Kuppelstange zwischen erster und zweiter Achse, als Kraftübertragung nach dem Getriebe. Diese Form der Kraftübertragung ist bei der Verdener Lokomotive heute noch vorhanden, die MKB V5 wurde nach dem Zweiten Weltkrieg umgebaut, so dass beide Achsen direkt von der Blindwelle aus angetrieben werden.
Die Lokomotive hatten einen schnelllaufenden Sechszylinder-Viertakt-Dieselmotor von KHD. 1957 erhielt die VWE-Lokomotive einen neuen Motor KHD A8L 614 mit Luftkühlung und Zylindern in V-Form. Nach einer Einscheibentrockenkupplung folgte ein Wechselgetriebe mit Wendegetriebe. Die Lokomotive MKB V5 besaß einen Schnellgang und konnte eine Geschwindigkeit von 60 km/h erreichen. Die Lokomotive der VWE besaß diese Einrichtung nicht und konnte lediglich 30 km/h schnell fahren.
Die Lokomotiven besitzen ein geräumiges Führerhaus mit großen Fenstern.

## Einsatz

### DB V 16 100 / MKB V5
Die Lok war ursprünglich bei der Wehrmacht in Anklam beheimatet gewesen und kam nach dem Zweiten Weltkrieg zur Deutschen Bundesbahn, wo sie die Betriebsnummer V 16 100 erhielt. 1950 war die Lokomotive im Bestand der Bundesbahndirektion Essen, bevor sie 1953 zu den Mindener Kreisbahnen kam.
Bei den Mindener Kreisbahnen wurde sie bis 1969 für Rangierdienste und Übergabefahrten eingesetzt und trug die Bezeichnung MKB V5. Bei Ausfall eines Triebwagens leistete die Lok hin und wieder Ersatzdienste mit zwei Personenwagen. 1969 wurde die Lokomotive bei einer Eisenerzgrube in Kleinenbremen eingesetzt. Seit 1977 gehört sie zur Sammlung der Museums-Eisenbahn Minden.

### V241 / VWE Nr. 2
Die Lokomotive wurde 1939 direkt an die Verden-Walsroder Eisenbahn geliefert, wo sie als Nr. 2 geführt wurde. Ab 1950 trug sie die Bezeichnung V241 des Niedersächsischen Landeseisenbahnamtes. Sie wurde 1953 an eine Firma in Dortmund verkauft, die sie im Tausch an die Firma Jung weitergab. Jung verlieh die Maschine unter anderem an die Rheinisch-Westfälische Elektrizitätswerke. Dort erlitt die Lokomotive einen Motorschaden und wurde 1957 an die Steinhuder Meer-Bahn verkauft, wo sie wieder die Nummer V241 trug. Bei der Gesellschaft hat die Lokomotive ihren Achtzylinder-Viertakt-Dieselmotor mit Luftkühlung erhalten, worauf sie auch leichte Güterzüge beförderte.
1980 wurde die Lok ausgemustert und an einen Schrotthändler weitergegeben. Von Mitgliedern der Dampfeisenbahn Weserbergland aus Rinteln wurde die Lokomotive dort gesichtet und 1981 dem Schrotthändler abgekauft. Die Maschine wurde 1990 von den Verdener Eisenbahnfreunden erworben und äußerlich wieder aufgebaut. Die Lokomotive ist erhalten.